# Hyalurga irregularis
Hyalurga irregularis är en fjärilsart som beskrevs av Felder 1874. Hyalurga irregularis ingår i släktet Hyalurga och familjen björnspinnare. Inga underarter finns listade i Catalogue of Life.